# Де Лор, Барбара
Барбара де Лор (нидерл. Barbara de Loor; род. 26 мая 1974 года, Амстердам, Нидерланды) — нидерландская конькобежка. 7-кратная призёр кубка мира по конькобежному спорту. Участница зимних Олимпийских игр 1998, 2002 и 2006 годов, чемпион мира, бронзовый призёр чемпионата Европы, 4-кратная чемпион Нидерландов на отдельных дистанциях, 19-кратная призёр.

## Биография
Барбара де Лор родилась в городе Амстердам. С детства она страдала от аритмии, которая с годами лишь усугублялась, а также были проблемы со зрением и в возрасте 12 лет она перешла на контактные линзы для удобных занятий спортом. Тренировалась сперва на базе клуба «Hardrijdersclub Heerenveen (HCH)», а после — «TVM Schaatsploeg». 
В 14 лет Барбара стала участвовать в юниорских соревнованиях в Германии и Италии, а в 1991 году стала бронзовым призёром на юниорском чемпионате Нидерландов. Через год дебютировала на чемпионате мира среди юниоров, где заняла 6-е место в сумме многоборья. Первую серьёзную победу одержала на взрослом чемпионате Нидерландов в сезоне 1992/93, выиграв золото в забеге на 1500 м и стала 2-й в многоборье. Тогда же дебютировала на Кубке мира и чемпионате Европы. В 1993 году заняла 4-е место в многоборье на юниорском чемпионате мира.
В 1994 году впервые участвовала на чемпионате мира в классическом многоборье и заняла там 14-е место. В сезоне 1994/95 на этапе Кубка мира в Инсбруке она заняла 3-е место в забеге на 1500 м, а в следующем сезоне стала 3-й на этапе в Базельге де Пине. В сезоне 1996/97 Барбара на Кубке мира заняла 2-е место на дистанции 3000 м и 3-е на 1500 м и в январе 1997 года на чемпионате Европы в Херенвене завоевала бронзу в многоборье.
В 1997 году также стала 9-й на чемпионате мира в классическом многоборье и на дебютном чемпионате мира на отдельных дистанциях в Варшаве заняла 8-е места на дистанциях 3000 и 5000 м. В 1998 году на зимних Олимпийских играх в Нагано она перед стартом "перегорела" и стала 22-й на дистанции 1500 м, но заняла 4-е место в забеге на 5000 м.
В сезоне 1998/99 второй раз победила на дистанции 1500 м и следом заняла 5-е место в многоборье на чемпионате Европы в Херенвене. В феврале на чемпионате мира в классическом многоборье в Хамаре заняла 6-е место, а в марте на чемпионате мира на отдельных дистанциях в Херенвене стала 4-й и 5-й соответственно в забегах на 3000 и 5000 м.  
В 1999 году Барбара перенесла операцию на сердце и прошла сложный процесс реабилитации в течение года. В 2000 году она перешла от Герарда Кемкерса к новому тренеру KNSB Ингрид Пол и на чемпионате Нидерландов выиграла золото на дистанции 5000 м. На чемпионате мира на отдельных дистанциях в Нагано в 2000 году стала 8-й в забегах на 3000 и 5000 м.
В сезоне 2000/2001 Барбара вновь была близка к подиуму на чемпионатах Европы и мира, но остановилась на 4-м и 5-м местах соответственно. В декабре 2001 года она не смогла пройти квалификацию на олимпиаду 2002 года, заняв опять 4-е места на дистанциях 1000 и 3000 м. в январе 2002 года заняла 11-е место на чемпионате Европы в Эрфурте. В сезоне 2002/03 она заняла 1-е место на дистанции 3000 м на национальном чемпионате, дважды поднималась на подиумы Кубка мира, заняв 2-е место в беге на 3000 м и 3-е на 5000м.
В марте 2003 года на чемпионате мира на отдельных дистанциях в Берлине в очередной раз заняла 4-е место в забеге на 1500 м, а через год в Сеуле повторила результат. В 2003 году переехала тренироваться в Германию, в Инцелль по приглашению Анни Фризингер. Сезон 2004/05 она начала неуверенно как на национальном чемпионате, так и на Кубке мира.
Барбара де Лор в марте 2005 года на чемпионате мира на отдельных дистанциях в Инцелле в забеге на 1000 м с результатом 1:18.24 сек заняла 1-е место, обогнав соперниц из Германии (Анни Фризингер-Постму и Нидерландов (Марианне Тиммер. На зимних Олимпийских играх 2006 де Лор была заявлена для участия в забеге на 1000 м, в котором она финишировала с результатом 1:16.73 сек. В общем итоге она заняла 6-е место. В марте 2006 года завершила карьеру спортсменки.

## Личная жизнь и семья
Барбара де Лор после ухода из спорта участвовала в телевизионных шоу, затем она попала в мир телевидения и сняла сериал "Все ради золота". Участвовала в разных программах благотворительности. Живёт в Нардене со своим партнером Рональдом и двумя детьми Тимом, рождённым в мае 2012 года и Басом, рождённым в июне 2017 года. Она также является послом в Фонде сердца "it4kids".